# Nadège Koffi
Pour les articles homonymes, voir Koffi.
Nadège Koffi, née le 26 août 1989 à Yamoussoukro, est une footballeuse internationale ivoirienne. Elle évolue actuellement au poste de milieu de terrain au SC Casablanca.

## Biographie
Après avoir évolué à la Juventus Yopougon, Nadège Koffi rejoint le SC Casablanca. En 2023, elle participe à la Ligue des champions africaine, disputée en Côte d'Ivoire, avec le SC Casablanca. Capitaine du club marocain, elle mène son équipe jusqu'en finale, battue seulement par les Mamelodi Sundowns,.